# TECH全球大学
TECH全球大学（英語：TECH Global University）是一个具有国际和数字身份的私立大学联盟，提供在线本科、研究生和研究生课程。TECH涵盖了超过一万四千个大学课程，提供11种不同语言授课，其中包括学士学位、硕士学位、博士学位、继续教育硕士、高级硕士、大学专科、高管教育项目以及语言课程等。TECH作为在线大学，在欧洲、美洲、非洲、亚洲和大大洋洲150个国家开展运营。

## 历史
TECH 成立于 2005 年，由欧洲高等教育领域的专业人士和学者团队创建。该机构作为一个国际化的数字私立大学联盟组织，专注于继续教育和研究生教育。该集团由西班牙科技公司Tech Education Rights & Technologies SL领导。
TECH的母公司在2017年和2018年被金融時報 (英國)评为欧洲增长最快的200家公司之一。
2019年2月，TECH大学与哈佛商学院出版社达成战略合作协议，成为首个将哈佛商学院案例纳入其学术课程的在线大学。
自2020年以来，福布斯杂志连续多年将TECH评为“全球最佳线上大学” 。
2022年2月，TECH与美国国家篮球协会（NBA）签署了一项多年协议，TECH成为NBA的官方在线大学。
2023年，TECH被授予Google优秀合作伙伴的称号。
目前，TECH是西班牙、安道尔、墨西哥、坦桑尼亚、摩洛哥和哥斯达黎加官方认可的大学。     

## 院系
TECH通过二十个在线学院和两所研究生院分发其教育项目。提供的课程包括博士学位、高级硕士学位、学士学位、继续教育硕士学位、半面授继续教育硕士学位、官方硕士学位、实践培训、大学专科、大学课程、高管教育项目、语言课程、线上一对一语言课程、线上小组语言课程、语言水平评估和语言考试。 
1. 体育科学学院
2. 法学院
3. 设计学院
4. 教育学院
5. 护理学院
6. 语言学院
7. 商学院
8. 药学院
9. 物理治疗学院
10. 人文学院
11. 计算机学院
12. 工程学院
13. 人工智能学院
14. 医学院
15. 营养学院
16. 牙科学院
17. 新闻与传播学院
18. 心理学院
19. 兽医学院
20. 游戏学院

## 教育方法
TECH采用的教育方案是再学习方法，基于对关键概念的有针对性的重复。这是一个由学生自我管理并由专业教师指导的长期重复学习系统，目的是帮助学生克服德国心理学家赫尔曼·艾宾浩斯提出的遗忘曲线。
根据此前TECH与哈佛商学院出版社达成的协议，再学习教育方法将与哈佛商学院案例紧密结合，并融入多种优质教学资源，包括在线模拟、技术报告以及最新的商业内容。

## 教育资源
TECH拥有一支由超过6,000名国际知名教师组成的师资队伍，其中包括教授、研究人员和跨国公司高管。著名成员包括波士顿凯尔特人队的表现训练师Isaiah Covington、哈佛MetaLAB的首席研究员Magda Romanska、MD安德森癌症中心分子转化病理学部门的主席Ignacio Wistumba，以及《时代》杂志的创意总监D.W Pine等。 TECH毕业生的应届就业率高达99%。

## 战略联盟
TECH与众多组织、企业及大学建立了战略合作伙伴关系，致力于提供与职业环境紧密契合的高质量教育。其中最为瞩目的是与HM医院集团的合作，促成了全球最大的职业教育中心的诞生。通过这一合作，学生可以在卫生保健、社会文化服务等领域，参与38个中高级职业培训课程，并通过数字化学习方式灵活获取知识。此外，该合作还为学生提供在HM医院网络内进行高水平实践实习的机会，HM医院被公认为西班牙顶尖的医疗机构之一。
TECH还与诸多国际知名机构建立了合作伙伴关系，其中包括美国国家篮球协会（NBA）和哈佛商学院出版社。与此同时，TECH也与多所大学达成战略合作，旨在进一步拓展全球影响力，并增强其学术项目的深度与广度： 
- FUNDEPOS大学 - 哥斯达黎加
- 非斯欧洲地中海大学 - 摩洛哥
- 鲁阿哈天主教大学 - 坦桑尼亚

## 办事处
TECH在全球范围内提供本科、专科及研究生在线学位课程。为更好地支持学生，大学在多个国家设立了线下办事处，为有需求的学生提供面对面的支持服务。这些办事处不仅承担行政管理、教学和机构运营等职能，还为全球多个国家的超过1,800名员工提供工作岗位。TECH 在西班牙、安道尔、意大利、墨西哥、阿根廷、哥伦比亚、哥斯达黎加、摩洛哥、印度和菲律宾设有办事处。